# Gary Lightbody
Gary Lightbody (ur. 15 czerwca 1976 r. w Bangor w Irlandii Północnej) – muzyk i autor tekstów, najlepiej znany jako frontman alternatywno-rockowej grupy Snow Patrol

## Kariera muzyczna
Po ukończeniu Rockport School, Campbell College i Sullivan Upper przeniósł się do Dundee w Szkocji, gdzie uzyskał dyplom na Uniwersytecie Dundee. To właśnie tutaj stworzył grupę Polar Bear (pierwszą nazwą było 'Shrug') z kolegą ze studiów – Markiem McClellandem, który również pochodził z Północnej Irlandii. Z początku funkcję perkusisty pełnili Richard Colburn z Belle. Po tym okresie Lightbody zaprosił do współpracy Jonnego Quinna z Belfastu, który miał zastąpić byłego perkusistę. Ze względu na okoliczność istnienia w USA grupy muzycznej o takiej samej nazwie, zespół zmienił nazwę na Snow Patrol.

## Snow Patrol
Lightbody uformował zespół wraz z klasowym kolegą Markiem McCellandem w 1994. W początkowych 7 latach istnienia dołączył do grupy jeszcze perkusista Jonny Quinn, z którym zrealizowali dwa albumy (Songs for Polarbears i When It's All Over We Still Have to Clear Up) oraz odbyli trasy koncertowe, tj. The Levellers, Ash and Travis. Następnie rozpoczęli współpracę z wytwórnią Polydor, co wiązało się ze współpracą ze znanym producentem Garretem „Jacknifem” Lee. Pierwszy album dla Polydor Records został nazwany Final Straw. Po ogromnym sukcesie płyty muzycy powrócili do studio, aby nagrać kolejny album, nazwany Eyes Open, który po raz kolejny został wyprodukowany przez Lee. W październiku 2008 r. ukazał się najnowszy album grupy, zatytułowany A Hundred Million Suns, z którego pochodzi singiel Take Back the City, wydany 10 października 2008 r. Od 2018 roku drugim dodatkowym wokalistą jego zespołu jest Johnny McDaid znany z grupy Vega4.

## Wpływ na muzykę
Albumy – Final Straw i Eyes Open zostały stworzone pod wpływem uczuć Lightbody’ego do jego eksdziewczyny. W wywiadzie z Benem Marshallem z gazety The Guardian, Gary powiedział: „I agree that I don’t paint too rosy a picture of my past in that respect. And I gotta say, I’m single right now. So I don’t have a brilliant record in that department. But here’s the thing, it’s a lot easier to write about the bad stuff than it is the good stuff. When the good stuff is happening you tend to spend most of your time enjoying it and none of it pondering it. But when shit happens it forces you to ask questions. I can’t think of many novels or plays that are about idyllic romances but there’s libraries of stuff out there about bad relationships.”